# Catedral de San Pedro (Annecy)
La catedral de San Pedro de Annecy o simplemente catedral de Annecy (en francés: Cathédrale Saint-Pierre) es una catedral católica, y monumento histórico de Francia, en Annecy.
Fue construida a principios del siglo XVI por Jacques Rossel como capilla para un priorato franciscano. Durante la Revolución Francesa el edificio fue utilizado como un templo de la Razón. Fue devuelto al catolicismo y elevado a la categoría de catedral en 1822 cuando la diócesis de Annecy fue creada con partes de la diócesis de Chambéry.
El órgano de la catedral fue construido por Nicolas-Antoine Lété, un constructor del rey francés, entre 1840 y 1842.

## Véase también

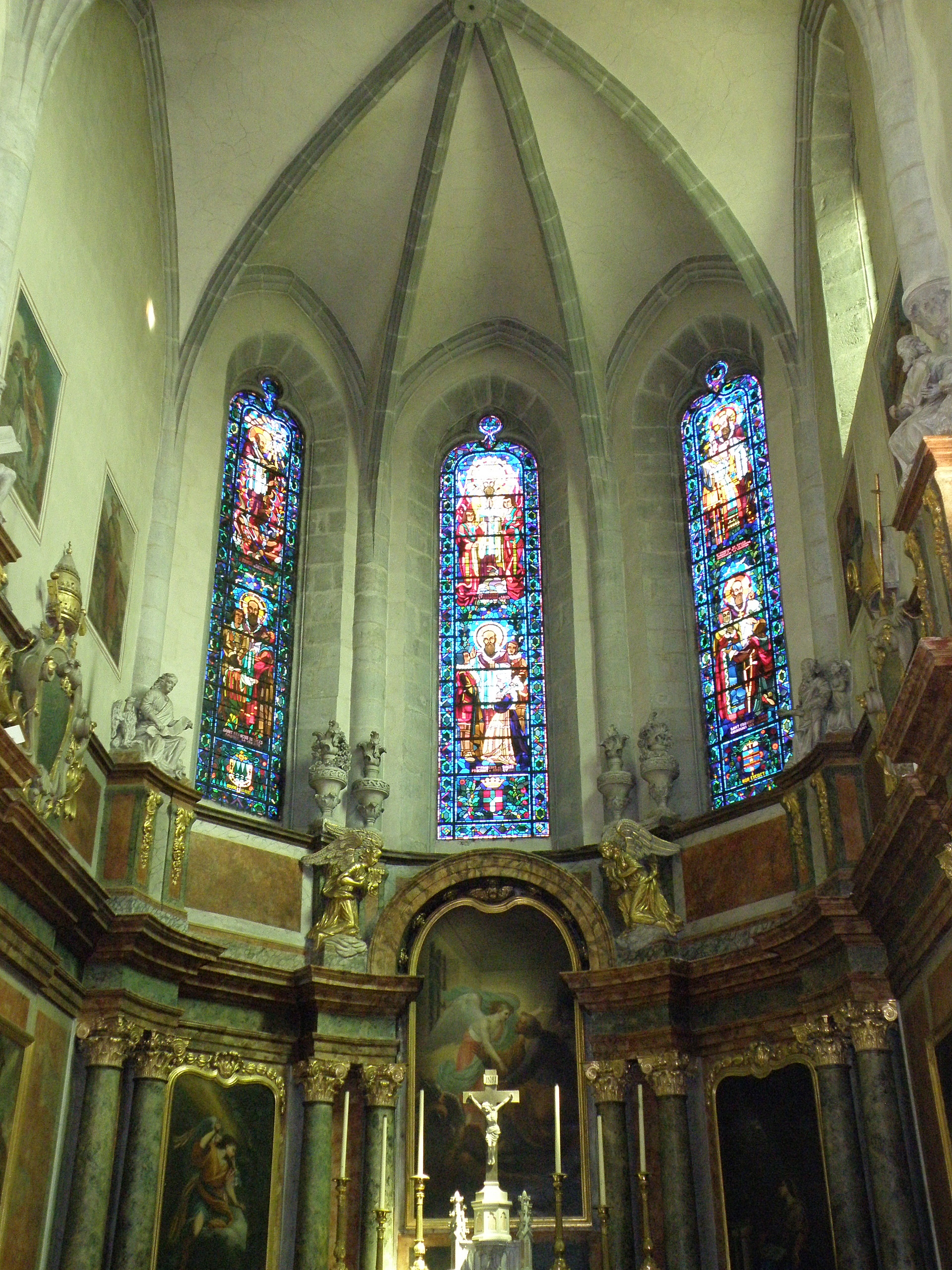
Vista interna